# Linchamiento de George Meadows
George Meadows fue un hombre negro víctima de un linchamiento el 15 de enero de 1889, en el condado de Jefferson, Alabama, Estados Unidos.

## Linchamiento y consecuencias
El 14 de enero de 1889, una mujer blanca denunció haber sido violada y que su hijo había sido asesinado por un hombre negro. Alrededor de 400 mineros blancos formaron grupos y llevaron a varios hombres negros ante la mujer, la cual no pudo identificar a ninguno de ellos como el perpetrador. Al día siguiente, los mineros trajeron a Meadows, que acababa de llegar a la zona, y después de una breve "investigación", lo declararon culpable. La mujer le rogó a la turba que no linchara a Meadows, ya que no estaba segura de si él era el criminal, pero la multitud continuó con el linchamiento de todos modos y lo ahorcaron cerca de las minas de Pratt. Después de matarlo, dispararon a su cadáver varias veces y lo dejaron a la vista del público. Posteriormente, Meadows fue enterrado en una tumba anónima en lo que hoy es Lane Park en Birmingham, estado de Alabama.
El 16 de enero, el sheriff declaró que Meadows no era culpable de la violación y asesinato y arrestó a otro hombre negro llamado Lewis Jackson.
En 2019, Tony Bingham, el cual es profesor en la Universidad de Miles y asesor del Proyecto Memorial del Condado de Jefferson, anunció su intención de o bien ubicar la tumba de Meadows o bien hacer que el Zoológico o los Jardines Botánicos de Birmingham (ambos en Lane Park) erijiesen un monumento en sus instalaciones en honor a Meadows.